# Рождённые в СССР (телесериал)
«Рождённые в СССР» (англ. Age 7 in the USSR, 14 Up Born in the USSR, Born in the USSR: 21 Up, Born in the USSR: 28 Up) — документальный сериал Сергея Мирошниченко. Совместное производство СССР (а затем — России) и Великобритании.

## Создание
Следуя традиции британского документального сериала Майкла Эптеда «На семь лет старше», этот сериал рассказывает о 20 героях (в отдельные годы некоторые отказывались сниматься), родившихся в 1983 году в Советском Союзе, приглашая их на съёмки каждые семь лет, чтобы проследить их жизнь на фоне социальных и политических перемен.
Для постсоветских стран проект является уникальным, но имеет множество зарубежных аналогов.
В каждом фильме показаны сюжеты прошлых фильмов. О каждом из героев отснято примерно по 600 часов материала, из которых в фильм входит 11-12 минут. Выходят британская и русская редакции на соответствующих языках. В советское время сериал был совместным проектом Гостелерадио и компании «Granada TV» (Великобритания), ныне — России, Великобритании и франко-германского канала Arte.
Музыку к сериалу поочерёдно написали российские композиторы Сергей Сидельников, Андрей Дойников и Илья Демуцкий. Также в фильмах звучат песни «Чиж & Co» — Фантом, О любви, «Дискотека Авария» — Двигай, двигай, Enya, Бритни Спирс и др.
В британской версии первого фильма «Рождённые в СССР: Семилетние» закадровый текст озвучил ведущий Русской службы Би-би-си Сева Новгородцев.
Версия режиссёра «Рождённые в СССР: 21 год», общей продолжительностью три часа, была показана на канале «Россия» в июне 2007 года и состоит из двух частей: «Смешение языков» и «Гора Мегиддо». Эта более длинная и полная версия включает всех детей из предыдущих фильмов, не только тех, которые показаны в английской версии. Тем не менее, по причине соглашения с компанией-дистрибьютором эта версия не может быть показана за пределами бывшего Советского Союза. Сходная версия была показана для избранной аудитории во время визита Сергея Мирошниченко в США в апреле 2007 года.
В 2011 году Мирошниченко сказал: «Ребятам, с которыми мы делали фильм, в среднем лет 28. Есть кому передавать этот проект, потому что сниматься он будет до достижения 70 лет героями фильма. Это то, о чём мечтал Андрей Тарковский — показать человеческую жизнь на всём её протяжении». Премьера четвёртой части «Рождённые в СССР. Продолжение», где показаны 28-летние герои проекта, состоялась 1 и 2 сентября 2012 года в 22:40, также на телеканале «Россия». Режиссёр, съёмочная группа и герои фильма — Марина, Дима, Антон и Саша участвовали в ток-шоу «Смотрим… Обсуждаем…» на телеканале «Культура», эфир — 15 сентября 2012.
В сентябре 2018 года сообщалось, что на фестивале «Будем жить!» впервые демонстрировались некоторые фрагменты пятого фильма, а во время встречи в рамках кинофестиваля «Человек и природа» режиссёр сообщил о проблемах с фильмом, о том, что «один из мальчиков живёт в Мексике сейчас». В конце октября 2018 режиссёр сообщал о том, что его съёмки продолжаются. В июне 2020 года режиссёр заявил о нехватке денег, продаже прав на свои работы, о том, что будет брать кредиты, чтобы закончить эту серию, говорил о том, что серия могла бы выйти в конце 2020 года. В октябре 2020 сообщалось о сложностях из-за закрытия границ в период пандемии, о том, что работы над фильмом завершаются.
29 декабря 2022 года появилось сообщение о том, что материалы проекта «Рождённые в СССР: 35 лет» были удалены хакерами с серверов киностудии «Остров». О степени ущерба и возможности восстановления не сообщалось.
19 марта 2024 года Сергей Мирошниченко на творческой встрече в Челябинской областной универсальной научной библиотеке сообщил, что фильм «Рождённые в СССР: 35 лет» полностью снят и в настоящее время идёт процесс его монтажа. Задержку с выходом картины он объяснил большим объёмом работы над количеством отснятого и архивного материала, который на текущий период составляет 926 часов.

## Фильмы
| Премьера        | Название                                                        | Продолжительность | Примечание                                                      |
| --------------- | --------------------------------------------------------------- | ----------------- | --------------------------------------------------------------- |
| 28.05.1990      | «Рождённые в СССР. Семилетние» (Age 7 in the USSR)              | 68 мин. / 01:08   |                                                                 |
| 29.07.1998      | «Рождённые в СССР. Четырнадцатилетние» (14 Up Born in the USSR) | 89 мин. / 01:29   |                                                                 |
| 29.11.2005      | «Рождённые в СССР: 21 год» (Born in the USSR: 21 Up)            | 176 мин. / 02:56  | фильм разделён на две части: «Смешение языков» и «Гора Мегиддо» |
| 01.09.2012      | «Рождённые в СССР: 28 лет» (Born in the USSR: 28 Up)            | 210 мин. / 03:30  | фильм разделён на две части: «Дети перемен» и «Воплощение»      |
| Дата неизвестна | «Рождённые в СССР: 35 лет» (Born in the USSR: 35 Up)            |                   | фильм находится в производстве                                  |

## Участие
| №№ п/п | Имя    | Возраст, лет | Возраст, лет | Возраст, лет | Возраст, лет | Возраст, лет     |
| №№ п/п | Имя    | 7 (1990)     | 14 (1998)    | 21 (2005)    | 28 (2012)    | Более 35 (2025?) |
| ------ | ------ | ------------ | ------------ | ------------ | ------------ | ---------------- |
| 1      | Алёна  |              |              |              |              |                  |
| 2      | Алмаз  |              |              |              |              |                  |
| 3      | Альгис |              |              |              |              |                  |
| 4      | Андрей |              |              |              |              |                  |
| 5      | Антон  |              |              |              |              |                  |
| 6      | Ася    |              |              |              |              |                  |
| 7      | Денис+ |              |              |              |              |                  |
| 8      | +Стас  |              |              |              |              |                  |
| 9      | Дима   |              |              |              |              |                  |
| 10     | Жанна+ |              |              |              |              |                  |
| 11     | +Лёня  |              |              |              |              |                  |
| 12     | Катя   |              |              |              |              |                  |
| 13     | Ладо   |              |              |              |              |                  |
| 14     | Марина |              |              |              |              |                  |
| 15     | Настя  |              |              |              |              |                  |
| 16     | Павлик |              |              |              |              |                  |
| 17     | Рита   |              |              |              |              | умерла           |
| 18     | Саша   |              |              |              |              |                  |
| 19     | Таня+  |              |              |              |              |                  |
| 20     | +Ира   |              |              |              |              |                  |

## Участники (в алфавитном порядке)
| Алёна        | Родилась в городе Рустави, Грузинская ССР, училась в местной русской школе, она — единственный ребёнок у матери-одиночки, жила в общежитии. В 14 лет жила с матерью и отчимом, знала несколько языков, у неё появилась младшая сестра. В 21 год вышла замуж за грузина Гелу, с которым знакомы ещё со школы, за год до съёмок в 21 год их дочка Лиза умерла от врождённого дефекта, ей было всего 10 месяцев. К 28 годам пытались переехать в Россию, но Алёне отказали в предоставлении российского гражданства, после чего пара вернулась в Рустави. К 28 годам у пары сын, ждут рождения дочери. |
| Алмаз        | Родился в Киргизской ССР, в городе Фрунзе (ныне — Бишкек), вырос в бедной многодетной семье, жил в общежитии. В 14 лет уже сам зарабатывал деньги. В 18 лет открыл свою фирму. К 21 году женился, у него родился сын. К 28 годам переехал в Новосибирск, где работает на рынке, в семье родился второй ребёнок. |
| Альгис       | Родился в Вильнюсе, Литовская ССР. Учился в школе, занимался единоборствами, говорил на литовском. К 21 году его родители развелись; жил с девушкой, с которой знаком с 14 лет, учился в университете. В 28 в фильме общался на русском и литовском языках, создал семью всё с той же девушкой, родилась дочь. |
| Андрей       | В его семье умерли мать и отец, пенсии бабушки не хватало, и его отдали в детский дом в Иркутске. После выхода первого фильма его усыновила американская семья, он переехал в США, но затем приёмная мать отказалась от него. В 14 лет с помощью съёмочной группы его усыновила другая семья, и он поселился в штате Флорида. В 21 год стал жить отдельно и снял небольшой дом, намереваясь создать свой бизнес, связанный с благотворительностью. В 28 лет вновь живёт с приёмными родителями во Флориде. Отказался сниматься в фильме, оставив обращение, в котором сообщил, что ему нужно остановиться и понять, что происходит в жизни. Режиссёр объяснил отказ сложным психологическим состоянием и советом родителей. |
| Антон        | Родился в Москве, в Доме на Набережной, его дед был редактором газеты «Правда» и участвовал в художественном переложении мемуаров Брежнева. К 14 годам поменял школу, снимал на видеокамеру торжества, приуроченные к 850-летию Москвы. В 21 год женился, стал снимать квартиру. В 28 лет сделал размен родительской квартиры, работает в русской редакции американского журнала «Men’s Health», воспитывает троих сыновей. |
| Ася          | Родилась в Ленинграде (ныне — Санкт-Петербург). В 14 лет столкнулась с трудностями в семье, поменяла школу. В 21 год отказалась от участия в сериале, но в 28 вернулась, рассказав о своей активной жизни, о том, что у неё родилась дочь. |
| Денис и Стас | Братья-близнецы, родились в Ленинграде (ныне — Санкт-Петербург) и жили в районе Весёлый посёлок. К 14 годам умер их отец. К 21 году Денис учился в училище и посвятил себя мореплаванию, а Стас работал официантом. В 28 лет Денис остался без работы — год не выходил в море; Стас работает официантом, охранником. Живут раздельно, оба не женаты, стали отдаляться друг от друга. |
| Дима         | Родился в Москве, в рабочем районе, был октябрёнком. К 14 годам увлекался рэпом. К 21 году вернулся из армии, отслужив в ВДВ, затем работал в охране, учился на факультете менеджмента и управления, позже уехал в Германию, нашёл там свою любовь. В 28 лет рассказал, что брак в Германии распался (от брака остался сын), работает машинистом в московском метрополитене, играет в футбол за электродепо, продолжает заниматься бодибилдингом. |
| Жанна и Лёня | Брат и сестра, родились в Свердловске (ныне — Екатеринбург) в еврейской семье, которая на момент съёмок первого фильма эмигрировала из СССР в Израиль. В 21 год оба служили в израильской армии. К 28 годам Жанна по-прежнему живёт в Израиле, где вышла замуж, а Лёня уехал жить в Аргентину, где пытался организовать свой бизнес. Брат и сестра в этот период жизни виделись раз в несколько лет. Лёня показал в фильме своё восстановленное Свидетельство о рождении с датой рождения 8 июля 1983 года. |
| Катя         | Родилась в Вильнюсе, начала учиться в школе, но затем обучалась дома. В 14 лет уже заканчивала экстерном школу, изучала английский, итальянский и другие языки, собиралась поступать в медицинский ВУЗ. К 21 году поступила в ВУЗ, обучалась психологии, но затем оставила учёбу, рассказывала о психических проблемах. В 28 лет живёт с матерью, изучает английскую филологию, работает оператором колл-центра, закончила Вильнюсский университет. |
| Ладо         | Родился в Тбилиси, в семье партийной элиты. В 14 лет пережил войну и разруху в Грузии. В 21 год жил в Страсбурге, изучал юриспруденцию, попал в серьёзную автокатастрофу, но восстановился. В 28 лет работает в Люксембурге, расстался с девушкой, с которой встречался несколько лет. |
| Марина       | Родилась в деревне Диево-Городище, Некрасовский район, Ярославская область на берегу Волги, в семье священника. В 7 лет снята её первая исповедь, в семье было много домашних дел. В 14 и 21 год её жизнь мало изменилась, Марина всё также жила в семье. К 28 годам она уезжала в город, но через год вернулась, по-прежнему помогает родителям в храме. |
| Настя        | Русская девочка, родилась в столице Киргизской ССР Фрунзе (ныне — Бишкек). К 14 годам показана отдыхающей на озере. В 21 год учила английский язык в университете, успела создать и расторгнуть брак. К 28 годам вновь вышла замуж за владельца кафе, который старше её. Во время революции кафе сожгли мародёры, Настя с мужем и ребёнком переехали в Краснодар, где снимают квартиру. Настя не работает, всё время отдавая детям. |
| Павлик       | Родился в Баку Азербайджанской ССР, после ввода танков семья эмигрировала и жила в палаточном городке у Кремля, который через некоторое время после съёмок первого фильма снесли. Далее его судьба неизвестна. В 2007 году режиссёр предполагал, что он вместе с семьёй эмигрировал в Лос-Анджелес. В 2011 году он указал, что Павла Сычёва пытаются искать в социальных сетях. В 2013 году режиссёр сообщил, что возможно, нашёл Павла, работающего следователем, но он оказался старше. |
| Рита         | Родилась в небольшом посёлке Листвянка на берегу озера Байкал. В 14 лет съёмочная группа встретила её в больнице после попытки самоубийства. В 21 год родила дочь Софью, муж после армии покинул семью. Отец скопил денег и купил лесопилку. К 28 годам живёт и работает в Иркутске, дочь живёт с родителями в посёлке, отец Риты купил теплоход и стал его капитаном. В 2017 в социальных сетях родственники сообщили о смерти Риты от пневмонии в 2015 году. Дочь Риты живет с бабушкой. |
| Саша         | Родился в деревне Диево-Городище, Некрасовский район, Ярославская область, на берегу реки Волги. К 21 году отслужил в армии. В 28 лет у него жена и сын, он работает водителем-экспедитором, пять дней в неделю проводя в Москве, а в выходные приезжая в родную деревню. |
| Таня         | Родилась в Ленинграде (ныне — Санкт-Петербург). В 7 лет её пытались отдать заниматься балетом. К 28 годам вышла замуж за Юрия, в семье родилась дочь. Работает начальником кадрового отдела в компании, у Тани одна из самых спокойных судеб среди героев фильма. |
| Ира          | Родилась в Ленинграде (ныне — Санкт-Петербург). Подруга Тани, с которой снималась в 7 и 14 лет. В 21 год и в 28 лет в фильме не появляется по личным соображениям. |

## Награды и номинации
| 1998 | «BAFTA»                                                | Приз Британской Королевской академии За лучший документальный фильм года               | Победа |
| 1998 | Лондонский кинофестиваль                               | Вторая премия им. Дж. Грирсона за лучший документальный фильм года                     | Победа |
| 1999 | «Эмми»                                                 | За лучший документальный фильм года                                                    | Победа |
| 1999 | МКФ фильмов о правах человека «Сталкер» в Москве       | Гран-при «Сталкер», Приз Гильдии кинорежиссёров, Приз Гильдии киноведов и кинокритиков | Победа |
| 1999 | МКФ славянских и православных народов «Золотой Витязь» | Приз имени А. Сидельникова За лучшую режиссуру                                         | Победа |

| 2007 | «Ника»                                                 | За лучший неигровой фильм                              | Победа |
| 2007 | ОКФ неигрового кино «Россия» в Екатеринбурге           | Специальный приз и Приз зрительских симпатий           | Победа |
| 2007 | МФ фильмов о правах человека «Сталкер» в Москве        | Приз за лучший неигровой фильм                         | Победа |
| 2008 | МКФ славянских и православных народов «Золотой Витязь» | Приз Парламентского Собрания Союза Белоруссии и России | Победа |
| 2012 | «ТЭФИ»                                                 | За лучший телевизионный документальный фильм/сериал    | Победа |